# Johannes Trupp
Johannes Trupp (geboren am 27. August 1991) ist ein deutscher Handballspieler.

## Karriere
Er begann mit dem Handball beim LHC Cottbus und wechselte im Jahr 2015 zum HC Empor Rostock. Mit diesem Verein spielte er auch in der 2. Handball-Bundesliga. Nach dem Abstieg des Rostocker Vereins wechselte er zur Saison 2017/2018 zum Stralsunder HV. Für die Spiele in der außerordentlichen Aufstiegsrunde 2021 lief er nochmals für den HC Empor Rostock auf. Ab 2022 spielte er für den Bad Doberaner SV, 2023 schloss er sich der SG Uni Greifswald/Loitz an.
Der auf den Positionen Rechts Außen und Rückraum Rechts eingesetzte Trupp ist 1,82 Meter groß und wiegt 80 Kilogramm.

## Privates
Der gelernte Bankkaufmann ist Student auf das Lehramt in Sport und Biologie an der Universität Rostock. Auch sein Bruder Alexander Trupp ist Handballspieler.